# Elena Chatrova
Elena Mitrofanovna Chatrova (Елена Митрофановна Шатро́ва) (épouse Kazankova; née le 19/31 mai 1892 à Moscou, et morte le 15 juillet 1976 à Moscou) est une actrice russe et soviétique, essentiellement de théâtre, pédagogue et nommée artiste du peuple d'URSS en 1968, lauréate de deux Prix Staline (1948 et 1949). Elle était célèbre pour ses interprétations des pièces d'Alexandre Ostrovski.

## Biographie
Elena Chatrova naît à Moscou en 1892 (ou selon certaines sources à Saint-Pétersbourg),.
Elle termine le gymnasium féminin Princesse-d'Oldenbourg de Saint-Pétersbourg en 1909 (aujourd'hui gymnase n° 157 Princesse-E.-M.-d'Oldenbourg), et en 1912 l'école de théâtre privée «École des arts scéniques» (enseignants: Andreï Petrovski, Alexandre Sanine, S.I. Iakovlev). Elle joue dans les spectacles de l'école les rôles de Liza Ogonkova dans La Folle de Iouri Beliaïev, Vérotchka dans Un mois à la campagne de Tourgueniev.
En 1912, le directeur du théâtre dramatique de Kharkov, Nikolaï Sinelnikov, l'invite dans sa troupe, où elle débute dans le rôle de Jessica du Marchand de Venise de Shakespeare. Elle demeure quatre saisons dans ce théâtre après avoir eu une liaison, comme le raconte l'acteur Gueorgui Bakhtarov dans ses Mémoires, avec le fils aîné de Sinelnikov, et plus tard elle rencontre son futur époux, acteur de ce théâtre, Nikolaï Radine (de son vrai nom Kazankov, petit-fils de Marius Petipa).
En 1916-1917, elle travaille à Moscou au Théâtre Soukhodolski (théâtre qui exista de 1914 à 1919 et fut renommé en Théâtre dramatique de Moscou en 1917). En 1918, elle devient actrice principale du Théâtre Korch alors en pleine Révolution. Il est renommé en 3e Théâtre de la République socialiste fédérative soviétique de Russie en 1920. En mai-août 1924, elle est actrice au Théâtre Dmitrovski, puis elle passe la saison 1924-1925 au Mossoviet et mai-août 1925 au Théâtre Ermitage de Moscou, puis retourne à l'ancien Théâtre Korch qui s'appelait de son nouveau nom, Théâtre Comédia.
En 1927-1928, elle se produit sur la scène du Théâtre dramatique de Krasnodar, en mai-septembre 1928 au Théâtre d'Arkhangelskoïe; puis elle retourne avec son mari et partenaire de scène, Nikolaï Radine, à Moscou à l'ancien Théâtre Korch qui porte alors le nom de Théâtre dramatique de Moscou. Parmi ses meilleurs rôles, l'on peut distinguer Varia dans La Sauvagesse d'Ostrovski, Liza dans Le Nid de gentihomme de Tourgueniev, Marfinka dans le Précipice de Gontcharov, Liza dans Couleur amère et Macha dans Kassatka d'Alexis Nikolaïevitch Tolstoï, Amalia dans Les Brigands de Schiller, Catharina dans La Mégère apprivoisée de Shakespeare. Le duo scénique de Chatrova et Radine « se distingue par sa netteté comique et sa maîtrise du dialogue », comme le souligne la Grande Encyclopédie soviétique.
Elle joue des rôles de comédies françaises traduites en russe, comme Germaine dans Le Mensonge de Louis Verneuil, la femme du millionnaire dans Une affaire d'or de Marcel Gerbidon, Suzy dans Topaze de Marcel Pagnol et Paul Nivoix (la pièce en russe est intitulée alors Le Marais), Georgina dans Papa ou l'Automne d'or de Robert de Flers et Gaston de Caillavet.
Elena Chatrova devient en 1932 actrice dans la troupe du Théâtre Maly de Moscou, débutant sur cette scène dans le rôle de Lidia Tcheboxarova dans la pièce d'Ostrovski, L'Argent fou. Ses meilleurs rôles au Théâtre Maly - où elle travailla jusqu'à la fin de sa vie - sont Korinkina dans Innocents coupables d'Ostrovski, Koupavina dans Loups et Brebis, Fékloucha dans L'Orage ou Mamaïeva dans Le Plus malin s'y laisse prendre. Son dernier rôle fut Vassilissa Volokhova dans le spectacle Le Tsar Fiodor Ioannovitch d'Alexis Konstantinovitch Tolstoï.
Elle travailla aussi beaucoup pour la radio soviétique.
Elle enseigna en 1935-1938 à l'École de théâtre Chtchepkine du Théâtre Maly. Après la mort de son mari en 1935, elle demeura seule, leur fille unique Maria étant morte de tuberculose encore enfant. Elle se consacra alors totalement à son travail et à des activités sociales au sein de la Société théâtrale panrusse (VTO). Entre 1964 et 1976, elle est vice-présidente du conseil du présidium du VTO. Elle devient membre du en 1950 et députée du soviet suprême de la République socialiste fédérative soviétique de Russie pendant quatre ou cinq législatures.
Elle meurt le 15 juillet 1976 et est enterrée au cimetière Vagankovo auprès de son mari (17e division).

## Distinctions
- Artiste émérite de RSFSR (1937)
- Artiste du peuple de RSFSR (1949)
- Artiste du peuple d'URSS (1968)
- Prix Staline de 1re classe (1948) , pour son rôle de Milaguina dans La Grande Force de B.S. Romachov
- Prix Staline de 1re classe (1949), pour son rôle d'Irina Fiodorovna Griniova dans Caractère moscovite d'A.V. Sofronov
- Deux Ordres de Lénine (1949, 1972)
- Ordre de la révolution d'Octobre (1974)
- Deux Ordres du Drapeau rouge du Travail (1960, 1967)[4]
- Médaille Pour le travail vaillant dans la Grande Guerre patriotique 1941–1945 (1946)
- Médaille Pour la Défense de Moscou (1944)
- Médaille «En mémoire des 800 ans de Moscou» (1948)
- Médaille « Pour un travail vaillant. En commémoration du centième anniversaire de Vladimir Ilitch Lénine »

## Carrière

### Théâtre

#### Théâtre dramatique de Kharkov Sinelnikov
- La Sauvagesse d'Ostrovski et Soloviov — Varia
- Le Nid de gentilhomme d'après le roman de Tourgueniev — Liza Kalitina
- Oncle Vania de Tchékhov — Sonia
- Ivanov de Tchékhov — Sacha
- La Cerisaie de Tchékhov — Ania
- Le Précipice d'après Gontcharov — Marfinka
- Hamlet de Shakespeare — Ophelia
- Cœur ardent d'Ostrovski — Paracha
- La Mouette de Tchékhov — Nina Zaretchnaïa
- Les Trois Sœurs de Tchékhov — Irina

#### Théâtre dramatique de Krasnodar
- 1927 — La Rupture de Lavreniov — Xénia
- 1928 — L'Homme à la mallette de Faïko — Zina Bachkirova

#### Théâtre Korch
- Kassatka d'Alexis Nikolaïevitch Tolstoï — Macha
- La Couleur amère d'Alexeï Tolstoï — Liza
- Le Malin d'Alexeï Tolstoï — Véra
- Le Tout petit de Dario Niccodemi — le Tout petit
- Une place lucrative d'Ostrovski — Polinka
- Talents et Admirateurs d'Ostrovski — Neguina
- Les Brigands de Schiller — Amalia
- Cabale et Amour de Schiller — Louise
- Cyrano de Bergerac d'Edmond Rostand — Roxane
- Pygmalion de George Bernard Shaw — Eliza Doolittle
- Beaucoup de bruit pour rien de Shakespeare — Béatrice
- La Mégère apprivoisée de Shakespeare — Catharina
- Le Révizor de Gogol — Maria Antonovna
- Loups et Brebis d'Ostrovski — Koupavina
- Le Mensonge de Louis Verneuil — Germaine
- Une affaire d'or de Marcel Gerbidon — la femme du millionnaire
- Topaze de Marcel Pagnol et Paul Nivoix —  Suzy
- Papa, ou l'Automne d'or de Robert de Flers et Gaston de Caillavet — Georgina

#### Théâtre Maly
- 1932 — L'Argent fou d'Ostrovski — Lidia Iourevna Tcheboxarova
- 1933 — Le Verre d'eau d'Eugène Scribe — la duchesse de Marlborough
- 1934 — La Dernière Grand-mère de Sémigorié d'Evdokimov — Maria
- 1934 — La Gueule de bois au festin de quelqu'un d'autre, composition de Narokov d'après la pièce d'Ostrovski — Maria Antipovna
- 1935 — Loups et Brebis d'Ostrovski — Evlampia Nikolaïevna Koupavina
- 1935 — Solo de flûte de Mikitenko — Natalia Rogoz
- 1935 — Sur le lieu de combat d'Ostrovski — Evguenia
- 1936 — Rue Rasteriaïev de Narokov d'après Gleb Ouspenski — Malania
- 1936 — Le Mariage de Belouguine d'Ostrovski et Soloviov — Elena
- |1938 — Le Malheur d'avoir trop d'esprit de Griboïedov — Natalia Dmitrievna
- 1938 — Au bord de la Néva de Treniov — Polia
- 1938 — Lioubov Iarovaïa de Treniov — Panova
- 1939 — Boris Godounov de Pouchkine — Marina
- 1939 — Le Verre d'eau d'Eugène Scribe — la reine et la duchesse de Marlborough
- 1939 — Le Plus malin s'y laisse prendre d'Ostrovski — Mamaïeva
- 1940 — Loups et Brebis d'Ostrovski — Evlampia Nikolaïevna Koupavina
- 1941 — Innocents coupables d'Ostrovski — Korinkina
- 1944 — Loups et Brebis d'Ostrovski — Koupavina
- 1945 — La Création du monde de Pogodine — Nadejda Alexeïevna
- 1946 — La Grande force de Romachov — Miliaguina
- 1947 — Les Années passées  de Pogodine — Anguélina
- 1948 — Caractère moscovite de Sofronov — Griniova
- 1951 — Le Révizor de Gogol — Anna Andreïevna
- 1952 — Innocents coupables d'Ostrovski — Korinkina
- 1952 — Une place lucrative d'Ostrovski — Koukouchkina
- 1953 —  Port-Arthur de Stepanov et Popov — Véra Alexeïevna Stessel
- 1954 — Le Cœur n'est pas une pierre d'Ostrovski — Apollinaria Panfilovna
- 1955 — Le Malheur d'avoir trop d'esprit  de Griboïedov — la princesse Tougooukhovskaïa
- 1956 — La Puissance des ténèbres de Tolstoï — Matriona
- 1957 — Les Ailes de Korneïtchouk — Nadejda Stepanovna
- 1958 — L'Éventail de Lady Windermere d'Oscar Wilde — la duchesse de Warwick
- 1959 — Ivanov de Tchékhov — Zinaïda Savichna
- 1960 — La Foire aux vanités de Thackeray — Mrs Sedley
- 1961 — Tonnerre printanier de Zorine — Vassilissa
- 1962 — L'Orage d'Ostrovski — Fékloucha
- 1963 — Le Malheur d'avoir trop d'esprit  de Griboïedov — la princesse Tougooukhovskaïa
- 1965 — Le Révizor de Gogol — la femme du sous-officier
- 1966 — La Créature magique de Platonov et Frayerman — Pélagie Nikitichna
- 1968 — L'Argent fou d'Ostrovski — Nadejda Tcheboxarova
- 1970 — Il en sera ainsi de Simonov — Tante Sacha
- 1972 — La Vérité est bonne, mais le bonheur est meilleur d'Ostrovski — Mavra Tarassovna Barabocheva
- 1973 — Le Tsar Fiodor Ioannovitch d'Alexis Konstantinovitch Tolstoï, mise en scène de Boris Ravenskikh — Vassilissa Volokhova

### Filmographie
- 1937 — Lénine en octobre — Anna Mikhaïlovna, propriétaire de l'appartement des conspirateurs
- 1948 — Les Grains précieux — Épisode
- 1953 — L'Avant-poste dans les montagnes — Polina Antonovna Prokhorova, la mère du chef de poste des garde-frontières

### Spectacle télévisés
- 1952 — Loups et Brebis — Koupavina
- 1952 — Le Plus malin s'y laisse prendre — Mamaïeva
- 1964 — Port-Arthur — Madame Stessel
- 1968 — Le Dîner non comestible — Tante Rose
- 1972 — Passé et Pensées (7e série: Moscou. Saint-Pétersbourg) — Olga Alexandrovna Jerebtsova
- 1972 — La Vérité est bonne, mais le bonheur est meilleur — Mavra Tarassovna Barabocheva
- 1973 — Il en sera ainsi — Tante Sacha
- 1974 — La Maison d'Ostrovski — Apollinaria Pamfilovna Khalymova (Le Cœur n'est pas une pierre)
- 1976 — Fialka — Novossiolova

### Radio
Elena Chatrova a enregistré plusieurs émissions littéraires à la radio soviétique: lecture d'extraits du roman Le Précipice de Gontacharov, du poème de Nekrassov Les Femmes russes, du récit en vers d'Ivan Sourikov, Le Trésor. Elle a participé aussi à des enregistrements de pièces de théâtre à la radio, comme:
- Le Mariage de Gogol — Agathe Tikhonovna
- La Mère de Fiodor Knorre — Madlenka
- Sans langue de Vladimir Korolenko — la dame
- La Demoiselle des neiges d'Ostrovski — Koupava

## Publication
- (ru) E. Chatrova, Ma Vie: le théâtre [Жизнь моя — театр], Moscou, 1975

## Source de la traduction
- (ru) Cet article est partiellement ou en totalité issu de l’article de Wikipédia en russe intitulé « Шатрова, Елена Митрофановна » (voir la liste des auteurs).